# NK GOŠK Dubrovnik
Nogometni Klub Gruški Omladinski Športski Klub Dubrovnik – chorwacki klub piłkarski z siedzibą w Dubrowniku. Został założony w 1998 roku.